# Nữ hoàng Pokou
Nữ hoàng Pokou, hay Awura, Aura hoặc Abla Pokou (khoảng năm 1730-1750) là Nữ hoàng và người sáng lập bộ lạc Baoule ở Tây Phi, nay là Bờ biển Ngà. Bà cai trị một nhánh của Đế quốc Ashanti hùng mạnh khi nó mở rộng về phía tây. Một nhóm nhỏ của người Akan, người Baoule ngày nay là một trong những nhóm dân tộc lớn nhất ở Bờ Biển Ngà hiện đại.

## Tiểu sử
Nữ hoàng Pokou sinh ra là công chúa của Kumasi, Ghana, con gái của Nyakou Kosiamoa, chị gái của Dakon, người kế vị xấu số của Opoku Ware I, và cháu gái của Osei Kofi Tutu I, một vị vua đáng gờm, người đồng sáng lập của Đế chế Ashanti.
Nữ hoàng Pokou trở thành thủ lĩnh của một nhóm ly khai từ Liên minh chính Ashanti, mà bà từ chối tham gia. Những bất đồng giữa các phe phái dẫn đến chiến tranh. Pokou dẫn nhóm của mình về phía tây, qua một hành trình dài đầy gian nan, đến sông Komoé. Truyền thuyết kể rằng bà đã phải hy sinh đứa con trai duy nhất của mình để người dân qua sông.
Sau khi qua sông, Pokou và người dân của bà đã ổn định cuộc sống nông nghiệp ở vùng thảo nguyên của khu vực. Pokou chết ngay sau khi tạo ra vương quốc Baoule. Cháu gái của bà, Akwa Boni đã kế vị ngai vàng. Bà theo đuổi các cuộc chiến chinh phạt để mở rộng giới hạn của vương quốc trẻ. Người Baoule ngày nay sống trên lãnh thổ giữa sông Komoé và Bandama. Họ chiếm 15 phần trăm dân số của đất nước, đã đồng hóa một số bộ lạc nhỏ hơn trong nhiều thế kỷ.

## Huyền thoại
Truyền thuyết sáng lập của người Baoule cho rằng, khi Pokou và người của bà đến sông Komoé và không thể vượt qua sông. Pokou yêu cầu linh mục của bà cho hội đồng, và ông ta nói với bà rằng sự hy sinh của một đứa trẻ quý tộc sẽ đáp ứng yêu cầu để qua sông. Pokou sau đó đã hy sinh con trai mình, ném đứa trẻ xuống nước. Truyền thuyết kể rằng, sau khi hy sinh, hà mã đã xuất hiện và tạo thành một cây cầu, mà Pokou và người của bà đã từng đi qua bờ đối diện của Komoé. Khi ở phía bên kia, bà gọi "Ba ouli" hoặc "đứa trẻ đã chết". Đây là lý do tại sao con cháu của bà ngày nay được gọi là Baoule.     

## Chân dung trong phim
Bộ phim hoạt hình Ivorian Pokou, hoàng tử Ashanti của N'ganza Herman và Kan Souffle, được phát hành tại Bờ Biển Ngà năm 2013, được lấy cảm hứng từ cuộc đời huyền thoại của Abla Pokou.

## Chân dung trong văn học
Trong Queen Pokou: Concerto cho một sự hy sinh, giành được Grand Prix littéraire d'Afrique noire, Veronique Tadjo cung cấp nhiều phiên bản của huyền thoại của Nữ hoàng Pokou. Câu chuyện về Nữ hoàng Pokou và Baoule cũng được Maximilien Quenum kể lại trong tác phẩm Légendes của mình.